# Ringer-Europameisterschaften 1990
Die Ringer-Europameisterschaften 1990 fanden im Mai 1990 im polnischen Posen statt. Die Turniere im freien Stil fanden vom 6. bis 8. Mai statt, die im griechisch-römischen Stil vom 11. bis 15. Mai.

## Griechisch-römisch, Männer

### Ergebnisse

#### Kategorie bis 48 kg
| Platz | Land           | Sportler          |
| ----- | -------------- | ----------------- |
| 1     | Sowjetunion    | Sergei Suworow    |
| 2     | Rumänien       | Iliuță Dăscălescu |
| 3     | Ungarn         | József Faragó     |
| 4     | Bulgarien      | Daniel Jankow     |
| 5     | BR Deutschland | Fuat Yıldız       |
| 6     | Griechenland   | Georgios Nikitas  |

Titelverteidiger: Markus Scherer, Bundesrepublik Deutschland

#### Kategorie bis 52 kg
| Platz | Land        | Sportler             |
| ----- | ----------- | -------------------- |
| 1     | Norwegen    | Jon Rønningen        |
| 2     | Sowjetunion | Oleg Kutscherenko    |
| 3     | Bulgarien   | Walentin Krumow      |
| 4     | Ungarn      | Csaba Vadász         |
| 5     | Finnland    | Ismo Kamesaki        |
| 6     | Polen       | Stanisław Wróblewski |

Titelverteidiger: Senad Rizvanović, Jugoslawien

#### Kategorie bis 57 kg
| Platz | Land           | Sportler           |
| ----- | -------------- | ------------------ |
| 1     | Frankreich     | Patrice Mourier    |
| 2     | Ungarn         | András Sike        |
| 3     | BR Deutschland | Rıfat Yıldız       |
| 4     | Sowjetunion    | Sergei Sabeiworota |
| 5     | Schweden       | Pierre Dinakda     |
| 6     | Bulgarien      | Kiril Stefanow     |

Titelverteidiger: Keijo Pehkonen, Finnland

#### Kategorie bis 62 kg
| Platz | Land        | Sportler           |
| ----- | ----------- | ------------------ |
| 1     | Sowjetunion | Gennadi Atmakin    |
| 2     | Ungarn      | Jenő Bódi          |
| 3     | Polen       | Ryszard Wolny      |
| 4     | Bulgarien   | Nentscho Nentschew |
| 5     | Frankreich  | Faouzi Mokkedem    |
| 6     | Finnland    | Juha Virtanen      |

Titelverteidiger: Ryszard Wolny, Polen

#### Kategorie bis 68 kg
| Platz | Land        | Sportler           |
| ----- | ----------- | ------------------ |
| 1     | Sowjetunion | Islam Dugutschijew |
| 2     | Rumänien    | Petrică Cărare     |
| 3     | Frankreich  | Ghani Yalouz       |
| 4     | Ungarn      | Attila Repka       |
| 5     | Jugoslawien | Nandor Sabo        |
| 6     | Polen       | Mariusz Przygoda   |

Titelverteidiger: Attila Repka, Ungarn

#### Kategorie bis 74 kg
| Platz | Land             | Sportler          |
| ----- | ---------------- | ----------------- |
| 1     | Schweden         | Torbjörn Kornbakk |
| 2     | Finnland         | Tuomo Karila      |
| 3     | Tschechoslowakei | Jaroslav Zeman    |
| 4     | Polen            | Józef Tracz       |
| 5     | BR Deutschland   | Udo Ruggaber      |
| 6     | Rumänien         | Anton Arghira     |

Titelverteidiger: Petar Tenew, Bulgarien

#### Kategorie bis 82 kg
| Platz | Land           | Sportler           |
| ----- | -------------- | ------------------ |
| 1     | BR Deutschland | Thomas Zander      |
| 2     | Sowjetunion    | Sergei Nassewitsch |
| 3     | Bulgarien      | Todor Angelow      |
| 4     | Polen          | Piotr Stępień      |
| 5     | Finnland       | Timo Niemi         |
| 6     | Norwegen       | Stig Kleven        |

Titelverteidiger: Michail Mamiaschwili, Sowjetunion

#### Kategorie bis 90 kg
| Platz | Land           | Sportler           |
| ----- | -------------- | ------------------ |
| 1     | Sowjetunion    | Pawel Potapow      |
| 2     | Polen          | Marek Kraszewski   |
| 3     | Ungarn         | Tibor Komáromi     |
| 4     | Bulgarien      | Iwajlo Jordanow    |
| 5     | BR Deutschland | Andreas Steinbach  |
| 6     | Griechenland   | Georgios Pikilidis |

Titelverteidiger: Wladimir Popow, Sowjetunion

#### Kategorie bis 100 kg
| Platz | Land                            | Sportler         |
| ----- | ------------------------------- | ---------------- |
| 1     | Sowjetunion                     | Anatol Fedarenka |
| 2     | Deutsche Demokratische Republik | Maik Bullmann    |
| 3     | Polen                           | Andrzej Wroński  |
| 4     | Rumänien                        | Ion Ieremciuc    |
| 5     | BR Deutschland                  | Roger Gries      |
| 6     | Ungarn                          | Ferenc Takács    |

Titelverteidiger: Andrzej Wroński, Polen

#### Kategorie bis 130 kg
| Platz | Land             | Sportler            |
| ----- | ---------------- | ------------------- |
| 1     | Sowjetunion      | Alexander Karelin   |
| 2     | Bulgarien        | Rangel Gerowski     |
| 3     | Rumänien         | Ioan Grigoraș       |
| 4     | Ungarn           | László Klauz        |
| 5     | Tschechoslowakei | Lubomír David       |
| 6     | Österreich       | Alexander Neumüller |

Titelverteidiger: Alexander Karelin, Sowjetunion

### Medaillenspiegel
| Rang | Land                            | Gold | Silber | Bronze |
| ---- | ------------------------------- | ---- | ------ | ------ |
| 1    | Sowjetunion                     | 6    | 2      | 0      |
| 2    | BR Deutschland                  | 1    | 0      | 1      |
| 3    | Frankreich                      | 1    | 0      | 1      |
| 4    | Schweden                        | 1    | 0      | 0      |
|      | Norwegen                        | 1    | 0      | 0      |
| 6    | Ungarn                          | 0    | 2      | 2      |
| 7    | Rumänien                        | 0    | 2      | 1      |
| 8    | Bulgarien                       | 0    | 1      | 2      |
|      | Polen                           | 0    | 1      | 2      |
| 11   | Finnland                        | 0    | 1      | 0      |
|      | Deutsche Demokratische Republik | 0    | 1      | 0      |
| 12   | Tschechoslowakei                | 0    | 0      | 1      |

## Freistil, Männer

### Ergebnisse

#### Kategorie bis 48 kg
| Platz | Land           | Sportler            |
| ----- | -------------- | ------------------- |
| 1     | Rumänien       | Romică Rașovan      |
| 2     | Bulgarien      | Marian Nedkow       |
| 3     | BR Deutschland | Reiner Heugabel     |
| 4     | Türkei         | Hayrettin Baydur    |
| 5     | Sowjetunion    | Ragif Mamedow       |
| 6     | Polen          | Stanisław Szostecki |

Titelverteidiger: Gnel Medschlumjan, Sowjetunion

#### Kategorie bis 52 kg
| Platz | Land                            | Sportler         |
| ----- | ------------------------------- | ---------------- |
| 1     | Jugoslawien                     | Šaban Trstena    |
| 2     | Sowjetunion                     | Wladimir Togusow |
| 3     | Bulgarien                       | Iwan Zonow       |
| 4     | Frankreich                      | Thierry Bourdin  |
| 5     | Ungarn                          | László Bíró      |
| 6     | Deutsche Demokratische Republik | Gerald Pfister   |

Titelverteidiger: Walentin Jordanow, Bulgarien

#### Kategorie bis 57 kg
| Platz | Land           | Sportler                |
| ----- | -------------- | ----------------------- |
| 1     | Bulgarien      | Rumen Pawlow            |
| 2     | BR Deutschland | Laszlo Miklosch         |
| 3     | Sowjetunion    | Alissultan Alissultanow |
| 4     | Polen          | Dariusz Grzywiński      |
| 5     | Türkei         | Ahmet Ak                |
| 6     | Jugoslawien    | Zoran Šorov             |

Titelverteidiger: Ahmet Ak, Türkei

#### Kategorie bis 62 kg
| Platz | Land                            | Sportler             |
| ----- | ------------------------------- | -------------------- |
| 1     | BR Deutschland                  | Ralf Lyding          |
| 2     | Deutsche Demokratische Republik | Karsten Polky        |
| 3     | Bulgarien                       | Rossen Wassilew      |
| 4     | Türkei                          | Metin Kaplan         |
| 5     | Sowjetunion                     | Schamil Magomedow    |
| 6     | Rumänien                        | Dănuț-Dumitru Prefit |

Titelverteidiger: Alben Kumbarow, Bulgarien

#### Kategorie bis 68 kg
| Platz | Land           | Sportler              |
| ----- | -------------- | --------------------- |
| 1     | Türkei         | Fevzi Şeker           |
| 2     | BR Deutschland | Georg Schwabenland    |
| 3     | Sowjetunion    | Abdulla Magomedow     |
| 4     | Griechenland   | Georgios Athanasiadis |
| 5     | Bulgarien      | Walentin Gezow        |
| 6     | Rumänien       | Daniel Ioniță         |

Titelverteidiger: Nikolaj Kassabow, Bulgarien

#### Kategorie bis 74 kg
| Platz | Land                            | Sportler           |
| ----- | ------------------------------- | ------------------ |
| 1     | Sowjetunion                     | Nasir Gadžihanov   |
| 2     | Rumänien                        | Claudiu Tămăduianu |
| 3     | Bulgarien                       | Walentin Schelew   |
| 4     | Ungarn                          | István Gulyás      |
| 5     | Deutsche Demokratische Republik | André Backhaus     |
| 6     | Polen                           | Krzysztof Walencik |

Titelverteidiger: Nasir Gadžihanov, Sowjetunion

#### Kategorie bis 82 kg
| Platz | Land                            | Sportler           |
| ----- | ------------------------------- | ------------------ |
| 1     | Deutsche Demokratische Republik | Hans Gstöttner     |
| 2     | Sowjetunion                     | Lukman Schabrailow |
| 3     | Türkei                          | Sebahattin Öztürk  |
| 4     | Rumänien                        | Nicolae Ghiță      |
| 5     | Frankreich                      | Alcide Legrand     |
| 6     | Tschechoslowakei                | Martin Gazur       |

Titelverteidiger: ?

#### Kategorie bis 90 kg
| Platz | Land           | Sportler             |
| ----- | -------------- | -------------------- |
| 1     | Sowjetunion    | Wagab Kasibekow      |
| 2     | Ungarn         | Gábor Tóth           |
| 3     | Türkei         | Kenan Şimşek         |
| 4     | Bulgarien      | Waselin Sabew        |
| 5     | BR Deutschland | Ludwig Schneider     |
| 6     | Griechenland   | Heraklis Deskoulidis |

Titelverteidiger: Macharbek Chadarzew, Sowjetunion

#### Kategorie bis 100 kg
| Platz | Land                            | Sportler         |
| ----- | ------------------------------- | ---------------- |
| 1     | Sowjetunion                     | Arawat Sabejew   |
| 2     | Polen                           | Andrzej Radomski |
| 3     | Türkei                          | Mahmut Demir     |
| 4     | Deutsche Demokratische Republik | Heiko Balz       |
| 5     | Bulgarien                       | Stojan Nentschew |
| 6     | Ungarn                          | Sándor Kiss      |

Titelverteidiger: Arawat Sabejew, Sowjetunion

#### Kategorie bis 130 kg
| Platz | Land                            | Sportler          |
| ----- | ------------------------------- | ----------------- |
| 1     | Deutsche Demokratische Republik | Andreas Schröder  |
| 2     | Bulgarien                       | Kiril Barbutow    |
| 3     | Sowjetunion                     | Andrei Schumilin  |
| 4     | Türkei                          | Hayri Sezgin      |
| 5     | Polen                           | Tomasz Kupis      |
| 6     | Rumänien                        | Petrișor Cruceanu |

Titelverteidiger: Aslan Chadarzew, Sowjetunion

### Medaillenspiegel
| Rang | Land                            | Gold | Silber | Bronze |
| ---- | ------------------------------- | ---- | ------ | ------ |
| 1    | Sowjetunion                     | 3    | 2      | 3      |
| 2    | Deutsche Demokratische Republik | 2    | 1      | 0      |
| 3    | Bulgarien                       | 1    | 2      | 3      |
| 4    | BR Deutschland                  | 1    | 2      | 1      |
| 5    | Rumänien                        | 1    | 1      | 0      |
| 6    | Türkei                          | 1    | 0      | 3      |
| 7    | Jugoslawien                     | 1    | 0      | 0      |
| 8    | Polen                           | 0    | 1      | 0      |
|      | Ungarn                          | 0    | 1      | 0      |

## Quelle
- www.foeldeak.com